# Abbaye de Reinhausen
L’abbaye de Reinhausen est une ancienne abbaye bénédictine à Reinhausen, devenu un quartier de Gleichen, dans le Land de Basse-Saxe.

## Histoire
Dans leur château ancestral de Reinhausen, les frères Konrad, Heinrich et Hermann (III), comtes de Reinhausen, et leur sœur Mathilde fondent d'abord un monastère de chanoines en 1079. Par décision commune, ils choisissent pour la dédicace les patrons des lieux où ils avaient leur origine, Marie et Christophe. Ils installent quatre chanoines et un prévôt nommé Sibold. En 1085, les comtes déplacent les religieux de leur château vers un nouveau château-fort construit sur Die Gleichen (de). La comtesse Mathilde épouse ensuite un comte bavarois de Formbach et donne naissance à un fils Hermann, qui se nomme plus tard Winzenbourg d'après le château (de).
Après la mort du prévôt, en 1112, le comte Hermann y établit un ordre monastique avec le consentement de ses cohéritiers et lui donne les mêmes possessions qu'aux chanoines et permet à ses sujets et ses ministériels de donner à leur tour. Un monastère bénédictin se fonde et, après l'élection par les frères du monastère et après la consécration de l'abbé par l'archevêque de Mayence Adalbert, Reinhard s'installe comme premier abbé du monastère. Peu de temps après, vers 1114, le comte Hermann III s'installe en Bavière pour vivre avec sa sœur Mathilde, où il meurt en 1122.
L'abbé Reinhard rend compte de la fondation du monastère et de la famille des fondateurs, vers 1152, dans son vieil âge. Il meurt le 7 mai 1156 et est enterré dans l'église abbatiale de Reinhausen, où sa pierre tombale se trouvait encore au XVIIe siècle. Le sceau ovale abîmé de cire brune sur bandes de parchemin de l'acte montre l'abbé assis avec sa crosse, tenant un livre dans sa main gauche, et la légende : REINARDVS. DEI. G(RA. REI)N(EHVSENSIS. ABBAS.
Au XVe siècle, après une période de déclin, l'abbaye est réformée et, avec les abbayes de Bursfelde (de), de Clus et de Huysburg (de), fait partie des premiers membres de la congrégation de Bursfelde en 1437. Ce retour aux idéaux originels de la vie monastique se manifeste notamment par la construction d'un nouvel hôpital et d'une infirmerie en 1460.
En 1542, Reinhausen devient luthérien, en 1552 seuls deux membres luthériens vivent encore dans le monastère et en 1574 la vie monastique à Reinhausen prend finalement fin avec la mort du dernier abbé. L'église abbatiale et des parties des bâtiments restants du monastère sont préservés.

## Source de la traduction
- (de) Cet article est partiellement ou en totalité issu de l’article de Wikipédia en allemand intitulé « Kloster Reinhausen » (voir la liste des auteurs).